# آرثر كاردين
آرثر كاردين هو سياسي كندي، ولد في 28 يونيو 1879 في سوريل-تريسي في كندا، وتوفي في 20 أكتوبر 1946. نشط حزبياً في الحزب الليبرالي الكندي ومستقل. وقد انتخب عضو مجلس العموم الكندي.